# Festival de Cannes 2023
A 76º edição anual do Festival de Cannes foi um festival de cinema que ocorreu entre os dias 16 a 27 de maio de 2023 em Cannes, na França. O cartaz oficial do festival contou com a atriz Catherine Deneuve criado por Lionel Avignon e Stefan de Vivies em Hartland Villa a partir de uma foto de Jack Garofalo durante uma filmagem de La Chamade. Este foi escolhido para homenagear Deneuve por suas contribuições a indústria cinematográfica. Ao longo do festival foram atribuídas duas Palmas de Ouro Honorárias: a primeira durante a cerimónia de abertura para Michael Douglas; e o segundo foi concedido em cima da hora para Harrison Ford logo antes da estreia mundial de Indiana Jones and the Dial of Destiny.
A abertura do festival contou com Jeanne du Barry dirigido por Maïwenn e foi encerrado por Elemental dirigido por Peter Sohn.

## Jurados

### Competição principal
- Ruben Östlund, diretor sueco, presidente do Júri.[9]

- Paul Dano, ator estadunidense
- Julia Ducournau, diretora e roteirista francesa
- Brie Larson, atriz e diretora estadunidense
- Denis Ménochet, ator francês
- Rungano Nyoni, diretor e roteirista zambiano-galês
- Atiq Rahimi, diretor e roteirista afegão
- Damián Szifrón, diretor e roteirista argentino
- Maryam Touzani, diretora e atriz marroquina

### Un Certain Regard
- John C. Reilly,  ator, roteirista e produtor estadunidense, presidente do júri.
- Paula Beer, atriz alemã
- Davy Chou, diretor e roteirista cambojano-francês
- Émilie Dequenne, atriz belga
- Alice Winocour, diretora e roteirista francesa

### Caméra d'Or
- Anaïs Demoustier, atriz francesa, presidente do júri
- Mickaël Buch, diretor e roteirista francês
- Nathalie Durand, diretora de fotografia francesa
- Sophie Frilley, francesa e diretora geral da Titrafilm
- Nicolas Marcadé, jornalista e crítico francês
- Raphaël Personnaz, ator francês

### Cinéfondation e curta metragens
- Ildikó Enyedi, diretor e roteirista húngaro, presidente do júri
- Ana Lily Amirpour, diretor e roteirista estadunidense
- Shlomi Elkabetz, ator, diretor, roteirista e produtor israelense
- Charlotte Le Bon, ator e diretor canadense
- Karidja Touré, atriz francesa

### Jurados Independentes
Queer Palm
- John Cameron Mitchell, Ator, dramaturgo, roteirista, cantor, compositor, produtor e diretor estadunidense, presidente do júri
- Louise Chevillotte, atriz francesa
- Zeno Graton, diretor belga
- Isabel Sandoval, diretora filipina
- Cédric Succivalli, Jornalista, crítico de cinema e curador de festivais francês

International Critics' Week
- Audrey Diwan, Cineasta francês, presidente do júri.[10]
- Rui Poças, Diretor de fotografia português.
- Franz Rogowski, Ator alemão.
- Meenakshi Shedde, Jornalista indiano e curador do festival de Berlinale.
- Kim Yutani, diretor de programação do Sundance Film Festival.

L'Œil d'or
- Kirsten Johnson, Diretora, roteirista e diretora de fotografia estadunidense, presidente do júri
- Sophie Faucher, atriz canadense
- Ovidie, atriz, diretora e autora francesa
- Pedro Pimenta, produtor moçambicano
- Jean-Claude Raspiengeas, jornalista e crítico francês

Juri FIPRESCI

## Seleção Oficial

### Em Competição
Os seguintes filmes foram selecionados para concorrerem ao prêmio Palme d'Or:
| Título em Inglês       | Título Original              | Diretor(es)            | País(es) de produção                                  |
| ---------------------- | ---------------------------- | ---------------------- | ----------------------------------------------------- |
| About Dry Grasses      | Kuru Otlar Üstüne            | Nuri Bilge Ceylan      | Turquia                                               |
| Anatomy of a Fall (QP) | Anatomie d’Une Chute         | Justine Triet          | França                                                |
| Asteroid City          | Asteroid City                | Wes Anderson           | Estados Unidos                                        |
| Banel & Adama (CdO)    | Banel et Adama               | Ramata-Toulaye Sy      | Senegal                                               |
| Black Flies            | Black Flies                  | Jean-Stéphane Sauvaire | Estados Unidos                                        |
| A Brighter Tomorrow    | Il sol dell'avvenire         | Nanni Moretti          | Itália • França                                       |
| La Chimera             | La Chimera                   | Alice Rohrwacher       | Itália                                                |
| Club Zero              | Club Zero                    | Jessica Hausner        | Áustria • Dinamarca • França • Alemanha • Reino Unido |
| Fallen Leaves          | Kuolleet lehdet              | Aki Kaurismäki         | Finlândia                                             |
| Firebrand              | Firebrand                    | Karim Aïnouz           | Reino Unido                                           |
| Four Daughters         | Les Filles D'olfa            | Kaouther Ben Hania     | Tunísia                                               |
| Homecoming (QP)        | Le Retour                    | Catherine Corsini      | França                                                |
| Kidnapped              | Rapito                       | Marco Bellocchio       | Itália                                                |
| Last Summer            | L'été dernier                | Catherine Breillat     | França                                                |
| May December           | May December                 | Todd Haynes            | Estados Unidos                                        |
| Monster (QP)           | Kaibutsu (怪物)              | Hirokazu Kore-eda      | Japão                                                 |
| The Old Oak            | The Old Oak                  | Ken Loach              | Reino Unido                                           |
| Perfect Days           | Perfect Days                 | Wim Wenders            | Alemanha • Japão                                      |
| The Pot au Feu         | La Passion de Dodin Bouffant | Tran Anh Hung          | França                                                |
| Youth (Spring)         | Qīngchūn (青春)              | Wang Bing              | China                                                 |
| The Zone of Interest   | The Zone of Interest         | Jonathan Glazer        | Polónia • Estados Unidos • Reino Unido                |

(CdO) indica um filme elegível a Caméra d'Or como estreia na direção de longa-metragem.

### Un Certain Regard
Os seguintes filmes foram selecionados para competir na seção Un Certain Regard:
| Título em Inglês                           | Título Original                     | Diretor(es)                        | País(es) de produção                     |
| ------------------------------------------ | ----------------------------------- | ---------------------------------- | ---------------------------------------- |
| The Breaking Ice (CdO)                     | Rán dōng (燃冬)                     | Anthony Chen                       | China • Singapura                        |
| The Buriti Flower                          | Crowrã                              | Joao Salaviza, Renée Nader Messora | Brasil                                   |
| The Delinquents                            | Los Delincuentes                    | Rodrigo Moreno                     | Itália                                   |
| Goodbye Julia (CdO)                        | Goodbye Julia (CdO)                 | Mohamed Kordofani                  | Sudão                                    |
| Hopeless (CdO)                             | Hwaran (화란)                       | Kim Chang-Hoon                     | Coreia do Sul                            |
| How to Have Sex (CdO) (QP)                 | How to Have Sex (CdO) (QP)          | Molly Manning Walker               | Reino Unido                              |
| If Only I Could Hibernate (CdO)            | If Only I Could Hibernate (CdO)     | Zoljargal Purevdash                | Mongólia                                 |
| Les Meutes (CdO)                           | Les Meutes (CdO)                    | Kamal Lazraq                       | Marrocos                                 |
| The Mother of All Lies                     | Kadib Abyad                         | Asmae El Moudir                    | Marrocos                                 |
| The Nature of Love (QP)                    | Simple Comme Sylvain                | Monia Chokri                       | Canadá                                   |
| The New Boy                                | The New Boy                         | Warwick Thornton                   | Austrália                                |
| Une Nuit                                   | Une Nuit                            | Alex Lutz                          | França                                   |
| Omen (CdO)                                 | Augure                              | Baloji Tshiani                     | Bélgica • República Democrática do Congo |
| Only the River Flows                       | Hé biān de cuò wù (河边的错误)      | Wei Shujun                         | China                                    |
| La Regne Animal (filme de abertura)        | La Regne Animal (filme de abertura) | Thomas Cailley                     | França                                   |
| Rien à perdre (CdO)                        | Rien à perdre (CdO)                 | Delphine Deloget                   | França                                   |
| Rosalie (QP)                               | Rosalie (QP)                        | Stéphanie Di Giusto                | França                                   |
| Salem                                      | Salem                               | Jean-Bernard Marlin                | França                                   |
| The Settlers (CdO)                         | Los Colonos                         | Felipe Gálvez                      | Chile • Argentina                        |
| Terrestrial Verses                         | آیه‌های زمینی                        | Ali Asgari, Alireza Khatami        | Irão                                     |
| Fora de competição                         |                                     |                                    |                                          |
| Strangers by Night (filme de encerramento) | Une Nuit                            | Alex Lutz                          | França                                   |

(CdO) indica um filme elegível a Caméra d'Or como estreia na direção de longa-metragem.
(QP) indicates film in competition for the Queer Palm.

### Fora de competição
Foram selecionados para exibição fora de competição os seguintes filmes:
| Título em Inglês                      | Título Original                                  | Diretor(es)      | País(es) de produção |
| ------------------------------------- | ------------------------------------------------ | ---------------- | -------------------- |
| L'Abbé Pierre – Une Vie de Combats    | L'Abbé Pierre – Une Vie de Combats               | Frédéric Tellier | França               |
| Cobweb                                | Geomijib (거미집)                                | Kim Jee-woon     | Coreia do Sul        |
| Elemental (filme de encerramento)     | Elemental (filme de encerramento)                | Peter Sohn       | Estados Unidos       |
| Indiana Jones and the Dial of Destiny | Indiana Jones and the Dial of Destiny            | James Mangold    | Estados Unidos       |
| Jeanne du Barry (filme de abertura)   | Jeanne du Barry (filme de abertura)              | Maïwenn          | França               |
| Killers of the Flower Moon            | Killers of the Flower Moon                       | Martin Scorsese  | Estados Unidos       |
| Series                                |                                                  |                  |                      |
| The Idol                              | The Idol                                         | Sam Levinson     | Estados Unidos       |
| Midnight screenings                   |                                                  |                  |                      |
| Acide                                 | Acide                                            | Just Philippot   | França               |
| Hypnotic                              | Hypnotic                                         | Robert Rodriguez | Estados Unidos       |
| Kennedy                               | Kennedy                                          | Anurag Kashyap   | Índia                |
| Omar La Fraise                        | Omar La Fraise                                   | Elias Belkeddar  | França               |
| Project Silence                       | Talchul: PROJECT SILENCE (탈출: PROJECT SILENCE) | Kim Tae-gon      | Coreia do Sul        |

### Premiere de Cannes
Os seguintes filmes foram selecionados para serem exibidos na seção Premiere de Cannes:
| Título em Inglês         | Título Original           | Diretor(es)       | País(es) de produção |
| ------------------------ | ------------------------- | ----------------- | -------------------- |
| Along Came Love          | Le Temps d'aimer          | Katell Quillévéré | França               |
| Bonnard, Pierre & Marthe | Bonnard, Pierre et Marthe | Martin Provost    | França               |
| Close Your Eyes          | Cerrar los ojos           | Víctor Erice      | Espanha • Argentina  |
| Eureka                   | Eureka                    | Lisandro Alonso   | Argentina            |
| Just the Two of Us       | L'Amour et les Forêts     | Valérie Donzelli  | França               |
| Kubi                     | Kubi                      | Takeshi Kitano    | Japão                |
| Lost in the Night        | Perdidos en la Noche      | Amat Escalante    | México               |

### Sessões Especiais
| Título em Inglês               | Título Original                | Diretor(es)           | País(es) de produção         |
| ------------------------------ | ------------------------------ | --------------------- | ---------------------------- |
| Anselm (Das Rauschen Der Zeit) | Anselm (Das Rauschen Der Zeit) | Wim Wenders           | Alemanha                     |
| Bread and Roses                | Bread and Roses                | Sahra Mani            | Afeganistão                  |
| The Daughters of Fire          | As Filhas do Fogo              | Pedro Costa           | Portugal                     |
| Le Théorème de Marguerite      | Le Théorème de Marguerite      | Anna Novion           | França                       |
| Little Girl Blue               | Little Girl Blue               | Mona Achache          | França • Bélgica             |
| Man in Black                   | Man in Black                   | Wang Bing             | China                        |
| Occupied City                  | Occupied City                  | Steve McQueen         | Estados Unidos • Reino Unido |
| Pictures of Ghosts             | Retratos Fantasmas             | Kleber Mendonça Filho | Brasil                       |
| Robot Dreams                   | Robot Dreams                   | Pablo Berger          | Espanha • França             |
| Strange Way of Life            | Extrana Forma de Vida          | Pedro Almodóvar       | Espanha                      |

### Curtas Metragens
- Funny Wars por Jean-Luc Godard[20]
- Strange Way of Life por Pedro Almodóvar[21][18][19]

## Presença lusófona
Apesar de não haver nenhum longa-metragem de países lusófonos na competição principal, o diretor brasileiro, Karim Aïnouz é o único representante latino-americano com seu novo longa-metragem na competição pelo principal prêmio do festival, Firebrand, que em suas palavras, celebra o legado feminino a partir de uma cinebiografia de Catarina Parr, a sexta e última esposa do rei Henrique VIII. Em outras secções, as únicas presenças são: o filme brasileiro Crowrã, dirigido por Renée Nader Messora e pelo português, Joao Salaviza; e Retratos Fantasmas, de Kleber Mendonça Filho, premiado no Festival de Cannes 2019 por Bacurau pelo Prêmio do Júri; este novo projeto é, em suas palavras: um documentário ambientado “no centro do Recife, no passado e agora, entre o Cinema Veneza, em duas pontes e o Cinema São Luiz”

## Ligações Externas
- Website Oficial